# Josepmir Ballón
Josepmir Aarón Ballón Villacorta (Lima, Provincia de Lima, Perú, 21 de marzo de 1988) es un futbolista peruano. Juega como mediocentro defensivo y su equipo actual es Deportivo Coopsol de la Liga 2 de Perú. 

## Trayectoria

### Universidad de San Martín
Formado en la Academia Cantolao, en 2006 viajó a Europa, probándose en clubes como K. A. A. Gante, Club Brujas y el A. S. Saint-Étienne. Durante su primera temporada en el Fútbol Peruano se coronó Campeón del Campeonato Descentralizado 2007. En su primer año con el Club santo logró buenas actuaciones consiguiendo así consolidarse en el primer equipo. La temporada siguiente logró coronarse bicampeón tras ganar el Campeonato Descentralizado 2008. El torneo 2009 no fue el esperado por su equipo ya que no lograron el campeonato local ni obtuvieron cupo para participar de la Copa Libertadores. La temporada 2010 inició de la mejor manera tras la llegada de Aníbal Ruiz; el equipo mejoró y quedó primero tras finalizar la primera rueda del campeonato.

### River Plate
Sus buenas actuaciones llamaron la atención del club millonario River Plate, equipo al que llegaría a préstamo en junio por una temporada con opción a compra.
Su llegada a River fue por pedido del técnico Ángel Cappa pero tras la salida de este de la dirección técnica del club por malos resultados, el jugador no encajó en los planes del nuevo técnico J.J. López. Sin embargo, debido a sus lesiones, River pudo hacer uso del artículo 225 del reglamento de la AFA (el cual permite que, en caso de que un jugador esté lesionado o sea convocado por su selección, otro jugador que se encuentra suspendido pueda jugar), permitiendo con esto que Erik Lamela disputará los últimos partidos del Torneo Clausura 2011 y la Promoción ante Belgrano de Córdoba. En total, durante su estancia en River llegó a disputar 12 encuentros. En mayo del 2011, se informó que el club no iba a ejercer su opción a compra sobre el jugador por lo que tuvo que abandonar la institución millonaria al final de la temporada

### Universidad de San Martín
Ballón retornó a la Universidad San Martín tras finalizar la Copa América 2011, donde Perú obtuvo el tercer lugar. Al finalizar ese 2011 logró clasificar a la Copa Sudamericana 2012.
Se quedaría en tienda santa hasta el 2014, logrando buenas actuaciones y siendo habitual convocado en la selección peruana dirigida por Sergio Markarián.

### Sporting Cristal
En 2015 fichó por Sporting Cristal. Rápidamente se convirtió en un jugador importante dentro del Club rimense, coronándose campeón en 2016 y 2018. Siendo esta última temporada muy recordada por su alto nivel mostrado, que le valió para cerrar su pase al futbol chileno al año siguiente, bajo recomendación del chileno Mario Salas quien había logrado que despliegue su mejor nivel.

### Universidad de Concepción
En enero de 2019, Ballón fue fichado por la Universidad de Concepción de Chile, donde jugó 24 partidos y anotó 2 goles. A pesar de tener ofertas para quedarse en el fútbol chileno, optó por regresar al Perú al finalizar la temporada.

### Alianza Lima
Para el 2020, ficha por Alianza Lima por dos años y como refuerzo para disputar la Copa Libertadores 2020.
Ficha por la Universidad César Vallejo para afrontar la Liga 1. El club acabó en el puesto 17 de la tabla de la Liga 1 2024 al final de la temporada, por lo que terminó descendiendo a la Liga 2, acumulando su tercer descenso.

## Vida privada
El volante peruano es conocido por llevar un perfil bajo respecto a su vida privada, donde nunca ha sido presa de la prensa de espectáculos. Sin embargo, en 2013 protagonizó un lamentable incidente al ser denunciado por su esposa por violencia familiar.
A pesar de la evidencia de las agresiones, finalmente su esposa retiró la denuncia tras llegar a un acuerdo con el jugador. Este hecho marcó un episodio bastante amargo, incluso rebotando en la prensa internacional.
El 9 de enero de 2018 Ballón se graduó con honores como miembro del Cuerpo General de Bomberos Voluntarios del Perú.

## Selección nacional
Ha sido internacional con la Selección de fútbol del Perú en diversas categorías. En menores, disputó el Mundial Sub-17 Perú 2005 y el Campeonato Sudamericano de Fútbol Sub-20 de 2007. 
A nivel de mayores, fue convocado por Chemo del Solar para las Eliminatorias de Sudáfrica 2010. Perú ya estaba eliminado, pero fue llamado por el buen rendimiento mostrado en su club. Jugó los últimos seis partidos de las eliminatorias, en los cuales Perú enfrentó a Ecuador, Colombia, Uruguay, Venezuela, Argentina y Bolivia.

### Participaciones en Copa América
| Copa América      | Sede      | Resultado    | Partidos | Goles |
| ----------------- | --------- | ------------ | -------- | ----- |
| Copa América 2011 | Argentina | Tercer lugar | 4        | 0     |
| Copa América 2015 | Chile     | Tercer lugar | 5        | 0     |
| Copa América 2019 | Brasil    | Subcampeón   | 2        | 0     |

## Clubes
| Club                      | País      | Año       | Part. | Goles |
| ------------------------- | --------- | --------- | ----- | ----- |
| Universidad San Martín    | Perú      | 2007-2010 | 100   | 3     |
| River Plate               | Argentina | 2010-2011 | 12    | 0     |
| Universidad San Martín    | Perú      | 2011-2014 | 121   | 5     |
| Sporting Cristal          | Perú      | 2015-2018 | 184   | 14    |
| Universidad de Concepción | Chile     | 2019      | 24    | 2     |
| Alianza Lima              | Perú      | 2020-2023 | 117   | 4     |
| Universidad César Vallejo | Perú      | 2024      | 28    | 1     |
| Deportivo Coopsol         | Perú      | 2025-Act. |       |       |

## Palmarés

### Torneos cortos
| Título           | Club                   | País | Año  |
| ---------------- | ---------------------- | ---- | ---- |
| Torneo Apertura  | Universidad San Martín | Perú | 2007 |
| Torneo Clausura  | Universidad San Martín | Perú | 2008 |
| Torneo Apertura  | Sporting Cristal       | Perú | 2015 |
| Torneo Clausura  | Sporting Cristal       | Perú | 2016 |
| Torneo de Verano | Sporting Cristal       | Perú | 2018 |
| Torneo Apertura  | Sporting Cristal       | Perú | 2018 |
| Torneo Clausura  | Alianza Lima           | Perú | 2021 |
| Torneo Clausura  | Alianza Lima           | Perú | 2022 |
| Torneo Apertura  | Alianza Lima           | Perú | 2023 |

### Campeonatos nacionales
| Título                    | Club                   | País | Año  |
| ------------------------- | ---------------------- | ---- | ---- |
| Primera División del Perú | Universidad San Martín | Perú | 2007 |
| Primera División del Perú | Universidad San Martín | Perú | 2008 |
| Primera División del Perú | Universidad San Martín | Perú | 2010 |
| Primera División del Perú | Sporting Cristal       | Perú | 2016 |
| Primera División del Perú | Sporting Cristal       | Perú | 2018 |
| Primera División del Perú | Alianza Lima           | Perú | 2021 |
| Primera División del Perú | Alianza Lima           | Perú | 2022 |

### Distinciones individuales
| Distinción                                                                                  | Año  |
| ------------------------------------------------------------------------------------------- | ---- |
| Incluido en el equipo ideal del Torneo del Inca según el portal periodístico DeChalaca.com  | 2014 |
| Incluido en el equipo ideal del Campeonato Descentralizado según DeChalaca.com              | 2016 |
| Incluido en el equipo ideal del Torneo de Verano de Perú según DeChalaca.com                | 2018 |
| Preseleccionado como volante en el mejor once del Campeonato Descentralizado según la SAFAP | 2018 |
| Mejor once de la Liga 1 según la SAFAP                                                      | 2021 |
| Nominado a jugador del año de la Liga 1                                                     | 2021 |
| Once ideal de la Liga 1                                                                     | 2021 |